# ジョン・マイルズ
ジョン・ジェレミー・マイルズ（John Jeremy Miles、1943年6月14日 - 2018年4月8日）は、イギリス出身のレーシングドライバーであり、ジョン・マイルズ（John Miles）として知られている。

## 概要
ドライバーとしては、フォーミュラ1世界選手権（F1）には1969年から1970年にかけて出場した。1970年イタリアGPで死去したヨッヘン・リントの最後のチームメイトとして知られ、マイルズにとっても同GPがF1への最後のエントリーとなった（決勝レースへの出走は棄権）。
レーシングスポーツカーでは活躍したが、F1ドライバーとしての資質は高くなかったと自他ともに認めるところだった。一方、エンジニアリングの知識が豊富で、開発ドライバーとしては優秀で、チーム・ロータスやBRMで開発に貢献した。レーシングドライバーを引退した後は、エンジニアとして30年以上に渡って働き、1970年代にはイギリスの『オートカー』誌で路上テストのレビュー記事の執筆も行った。

## 経歴
父バーナード・マイルズと、母ジョセフィンは、どちらもよく知られた俳優だった。（→#家族）
父親は車の運転はできない人物で、一家の車は母親が運転していたが、その母の二人の兄弟はどちらもエンジニアで車好きでもあった。おじたちの話を聞いて影響を受けて育ったマイルズは、手に入る限りの自動車雑誌を読み、後述する最初の車を入手して以降、休日はガレージで作業に勤しむようになった。

### レースキャリアの始まり
16歳の時（1960年頃）に最初の自動車としてオースチン・7（2シーターのNippy）を購入し、スーパースポーツ仕様を手に入れてからはイギリス各地で開催されていたレースへの参戦を始めた。当時のイギリスでこの趣味を持つ者としては当然のように、750モータークラブにも所属した。
1964年には、750 ㏄のオースチン・7よりも上位のカテゴリーへのステップアップを図り、イギリスの自動車メーカーであるディーヴァの1,000 ㏄の車両（ディーヴァ・GT）を手に入れた。
イギリス国内のスポーツカー選手権で活躍を始め、スポーツカー世界選手権（国際GTマニュファクチャラーズ選手権）にも数戦スポット参戦し、1964年のニュルブルクリンク1000kmレースでは、1,000 ccクラスでクラス優勝を収めた。

### ロータス加入
1965年頃のマイルズはフォーミュラカーのレースには興味を持っておらず、スポーツカーレースで更なる成功を収めたいと考えていたことから、イギリスのスポーツカーレースではよく知られたエンジニアだったジェフ・ユーレンを訪ね、それがキャリアの転機となる。
当初、マイルズはユーレンにディーヴァ・GT用にエンジンの改造を頼んでいたが、マイルズはユーレンの作業を手伝うようになり、ユーレンに年1,000ポンドで雇われて給料を払われるようになった。ユーレンに雇われて得た資金を元手に、1966年にはロータス・エランに乗り換え、イギリス国内の選手権で出場するレースのほとんどすべてで優勝するほどの活躍をした。
この活躍はロータス・カーズの重鎮たちの目にも留まり、社長のコーリン・チャップマンから直々にスカウトされ、同年中にチーム・ロータスが走らせていたフォード・コルチナやロータス・47（ロータス・ヨーロッパのレース仕様車）のステアリングホイールを任されるようになった。
マイルズの走りはチャップマンらを満足させ、1967年にチーム・ロータスに正式に加入し、スポーツカーと並行してフォーミュラ3（F3）のロータス・41の運転も任され、1968年には国際格式のF3レースで4勝を収めた。

### 1969年: 4WD F1
1969年のF1世界選手権に向け、ロータスは全輪駆動（4WD）のフォーミュラ1カーであるロータス・63を開発した。しかし、チームの正ドライバーであるグラハム・ヒルとヨッヘン・リントは、世界選手権レースで63を運転することに難色を示し、前年以前から使用されていたロータス・49（49B）で走ることを選んだ。
63を開発したチャップマンは（前年のインディカーのロータス・56はうまく機能したと考えていたことから）全輪駆動車を有望視していたため、同車を出走させることをあきらめず、63の開発ドライバーを任せていたマイルズを乗せてレースに参戦させることにした。
1969年シーズンの第5戦フランスGPで、ロータス・63のドライバーとして、マイルズはF1デビューを果たし、2戦目となる第6戦イギリスGPで最後尾ながら初完走（10位）を記録した。この年はその後、マリオ・アンドレッティがマイルズとレースごとに交代しつつ2戦で63を走らせたが、完走させることはできなかったため、マイルズは63をレースで完走させた唯一のドライバーとなった（非選手権レースを除く）。

### 1970年: F1
ヒルが1969年終盤戦で足を複雑骨折する重傷を負ったことでシートを失ったことにより、翌1970年、マイルズはチームのナンバー2ドライバーに昇格して新シーズンを迎えた。
この年のロータスは4WD車両の投入を一旦あきらめ、開幕戦南アフリカGPで、マイルズはロータス・49Cを駆って参戦し、ロータス勢では最上位となる5位完走を果たした。結果として、マイルズにとって、このレースがF1キャリアにおける唯一のポイント獲得レースとなる。
続く第2戦スペインGPでは、新車ロータス・72がデビューしたが、マイルズは予選落ちを喫してしまう。続く第3戦モナコGPでは、練習走行で72に問題があることが発覚したため、チームは予選で49Cを再投入するが、マイルズはまたしても予選落ちしてしまう（同じく49Cで走ったリントは優勝）。その後のレースでも、リントが再投入された72（72C）で4連勝する活躍を見せる一方、マイルズはノーポイントのレースが続き、チームメイトに大差をつけられてしまう。
リントと大差がついた要因として、ドライビングテクニックの差だけによるものではなく、車両の違いも影響したと考えられている。第2戦で投入されたロータス・72には、減速時に車体前部の沈み込みを押さえるアンチ・ダイブ、加速時に後部の沈み込みを押さえるアンチ・スクワットという新機構が備えられており、これが不具合の原因だった。第3戦で問題が発覚した後、リント車からはその両方が撤去されたが（ロータス内で「72C」と呼ばれた仕様）、チャップマンがこの機構を諦めなかったため、マイルズ車からはアンチ・スクワットのみが取り外され（「72B」）、マイルズは実験的な仕様の車両で走ることを余儀なくされた。この機構は車両のロードホールディングを良くすることを狙ったものだったが、非搭載の場合と比べてラップタイムの向上に寄与しなかったことに加えて、ドライバーが路面状況を感じることを困難にし、安定性を損なうという欠点のみがあるものだった。
9月初めに第10戦イタリアGPが開催され、このレースの土曜日の練習走行で、リントが事故死する悲劇が起き、ロータス勢はレース出走を棄権した。
チーム・ロータスは次の第11戦カナダGPを欠場し、第12戦アメリカGPにはドライバーラインナップを一新して臨むことを決定し、それに伴い、マイルズはドライバーから降ろされた。ロータスはF1以外のシートなら提供できるとマイルズに申し出たが、マイルズは拒否し、チームから去った。

### その後
1971年、マイルズはスポーツカーレースに戻り、デニス・ドビー（Denys Dobbie）に雇われ、シェブロン・B19を駆り、同年のイギリススポーツカー選手権を制した。BRMとも開発ドライバーとして契約し、F1の非選手権レースの数戦に出走した。
1973年にレーシングドライバーを引退し、元々エンジニアリングの知識は持っていたことから、自動車エンジニアとしての仕事を始めた。この時期、イギリスの『オートカー』誌で、市販車の路上テストの連載コラム『Miles Behind The Wheel』を執筆した。
その後、1980年頃にロータス・エンジニアリング（ロータス・カーズ）にエンジニアとして加入し、18年間勤務した。その間、主にロードカー部門でエンジニアを勤めつつ、1990年代初めには週に2日はF1のチーム・ロータスで勤務し、車体のセットアップの一部を担当した。
さらにアストンマーティンに移って3年間勤務し、DB7 GT、ヴァンキッシュ（初代）といった車種に携わり、2002年頃に引退した。
その後は、ケータハムカーズやマルチマティックでコンサルタントを務め、晩年まで、若いエンジニアたちの指導やサポートにあたった。

### 死去
2018年、マイルズは軽度の脳卒中を起こし、投薬により昏睡状態に置かれ、そのまま目覚めることなく死去した。

## 人物

### 家族
父親のバーナード・マイルズは舞台俳優や映画俳優を仕事としており、性格俳優として有名かつ高名で、1930年代から1980年代末まで長く活躍した人物である。マイルズの誕生後のことになるが、1953年に大英帝国勲章のコマンダー（CBE）、1969年にナイト・バチェラー（下級勲爵士）を授与され、1979年に一代貴族として男爵（マイルズ男爵）に叙された。当時のイギリスで、俳優が一代貴族位を授けられることは稀で、父バーナードはローレンス・オリヴィエ（1970年に授位）に次ぐ2例目にあたる。
母親のジョセフィン・ウィルソン・マイルズはジョセフィン・ウィルソンとして知られる女優で、1930年代から1950年代にかけて演劇や映画で活躍した。両親はロンドンのマーメイド劇場（1951年開場）の創設者としても知られる。
両親にはマイルズのほかに2女あり、一人は両親と同様に俳優となり、もう一人は画家・彫刻家になった。

### ロータスにおける人間関係
ロータスでは、グラハム・ヒルとは良好な関係を築いた。これは、ヒルがそもそも社交的な人物であることに加え、ヒルがマイルズのことを自分自身と同じく「苦労人」だと認識したためだろうとマイルズは述べている。
一方、ヨッヘン・リントからは能力的にF1ドライバーとしての資質に欠けるとみなされ、距離を置かれた。マイルズは、リントの評価はおそらく正しかったと認め、他の者にも「F1ドライバーには見えないね、地理の教師のようだ。チョークまみれのツイード製ジャケットを着るべきだったんじゃないか、皮の肘当て付きのさ」と言われたことがあると述べている。
オーナーで設計者のコーリン・チャップマンとは、ロータスで付き合う内にエンジニアリングについての考え方に隔たりが大きいと感じるようになり、マイルズとしては、（チャップマンの対極に位置づけられることが常である）ロン・トーラナックやブルース・マクラーレンのような堅実な手法を身上とする設計者たちにより近い考え方を持っていると自覚するようになった。

### エピソード
- 1970年、マイルズはチーム・ロータスからドライバーとして参戦したが、チャップマンはマイルズのことをメカニック（grease monkey）のようなものと見ていた節があり、1レースあたり300ポンド払ったのみだった[2]。旅費も自分で工面しなければならず、あるレースの後でマイルズは全くの無一文になってしまい、チャップマンに金銭を要望し、その場で紙幣を渡されたこともあった[2]。
- 1970年イタリアGPの金曜日、ヨッヘン・リントは車両の前後のウィングを外して走行し、セッション最後の15分でマイルズも同じ仕様で走行を行った[2]。結果、車はあまりにもオーバーステアなものとなり、マイルズは運転することは不可能だと言ってチャップマンと口論をした[2]。翌朝、リントにもこの仕様で走るのはあまりにも危険だと訴えたが、リントは「大丈夫だよ、ジョン」と答えるのみだった[2]。そうして、土曜午前の練習走行のセッションが始まり、マイルズがピットを出ようとした矢先、リントがクラッシュしたとの知らせが届いた[2]。マイルズはそう証言する一方で、諸説あるリントの死亡事故の原因について、車両がコントロール不能に陥ったことでクラッシュしたという説[注釈 4]は否定しており、右フロントのブレーキシャフト（インボードブレーキのトルクロッド）の破損が原因だろうと述べている[2]。また、マイルズ自身もイタリアGPの前戦のオーストリアGPでブレーキトラブルに見舞われているが、このふたつは「全く異なるものだと強調しなければならない」とも述べている[2]。
- 1970年、映画『栄光のル・マン』（1971年公開）の撮影にドライバーとして協力しており、フェラーリ・512Sの運転を担当した[2]。
- 1992年頃のある日、『オートカー』誌の路上テストチームがへセル（英語版）のロータス・カーズを訪れ、マイルズは取材者たちにロータスの新型スポーツカーの乗り方についてのレクチャーを行っていた[5]。その時、内線通話でF1チームから呼び出され、飛行機の到着が遅れていたミカ・ハッキネンに代わって、車両のシェイクダウンを行うよう要請された（この時にF1を運転できる者がマイルズしかいなかった）[5]。仕事を中断させられたマイルズは憤慨しつつ、渋々引き受け、取材者に一時離席することを謝罪して、同じ施設内のテストコースに行って車を走らせた[5]。1時間ほど経った後で戻ってきたマイルズは離席したことを再び謝罪した後、F1車両を走らせた直後であるにもかかわらずそのことには一切触れず、取材への対応を再開したという[5]。
- ロータスを去って以降、2000年代は自動車レースとは距離を置き、イギリスのモダン・ジャズを専門に扱ったレコードレーベルを立ち上げて運営していた[2]。晩年の10年間は若い頃に参加していた750モータークラブにも協力し、その貢献により、2018年に死去した後に同クラブにより「ジョン・マイルズ ヤングドライバーアワード」が創設されている[3]。

## レース戦績

### フォーミュラ1
（key）
| 年     | エントラント     | シャシー | エンジン                        | 1     | 2       | 3       | 4       | 5       | 6      | 7       | 8       | 9       | 10      | 11      | 12  | 13  | WDC  | ポイント |
| ------ | ---------------- | -------- | ------------------------------- | ----- | ------- | ------- | ------- | ------- | ------ | ------- | ------- | ------- | ------- | ------- | --- | --- | ---- | -------- |
| 1969年 | チーム・ロータス | 63       | フォード・コスワース DFV 3.0 V8 | RSA   | ESP     | MON     | NED     | FRA Ret | GBR 10 | GER     | ITA Ret | CAN Ret | USA     | MEX Ret |     |     | –    | 0        |
| 1970年 | チーム・ロータス | 49C      | フォード・コスワース DFV 3.0 V8 | RSA 5 |         | MON DNQ |         |         |        |         |         |         |         |         |     |     | 19位 | 2        |
| 1970年 | チーム・ロータス | 72       | フォード・コスワース DFV 3.0 V8 |       | ESP DNQ |         |         |         |        |         |         |         |         |         |     |     | 19位 | 2        |
| 1970年 | チーム・ロータス | 72B      | フォード・コスワース DFV 3.0 V8 |       |         |         | BEL Ret | NED 7   | FRA 8  | GBR Ret |         |         |         |         |     |     | 19位 | 2        |
| 1970年 | チーム・ロータス | 72C      | フォード・コスワース DFV 3.0 V8 |       |         |         |         |         |        |         | GER Ret | AUT Ret | ITA DNS | CAN     | USA | MEX | 19位 | 2        |

- 太字はポールポジション、斜字はファステストラップ。(key)